# Кей-Кубад I

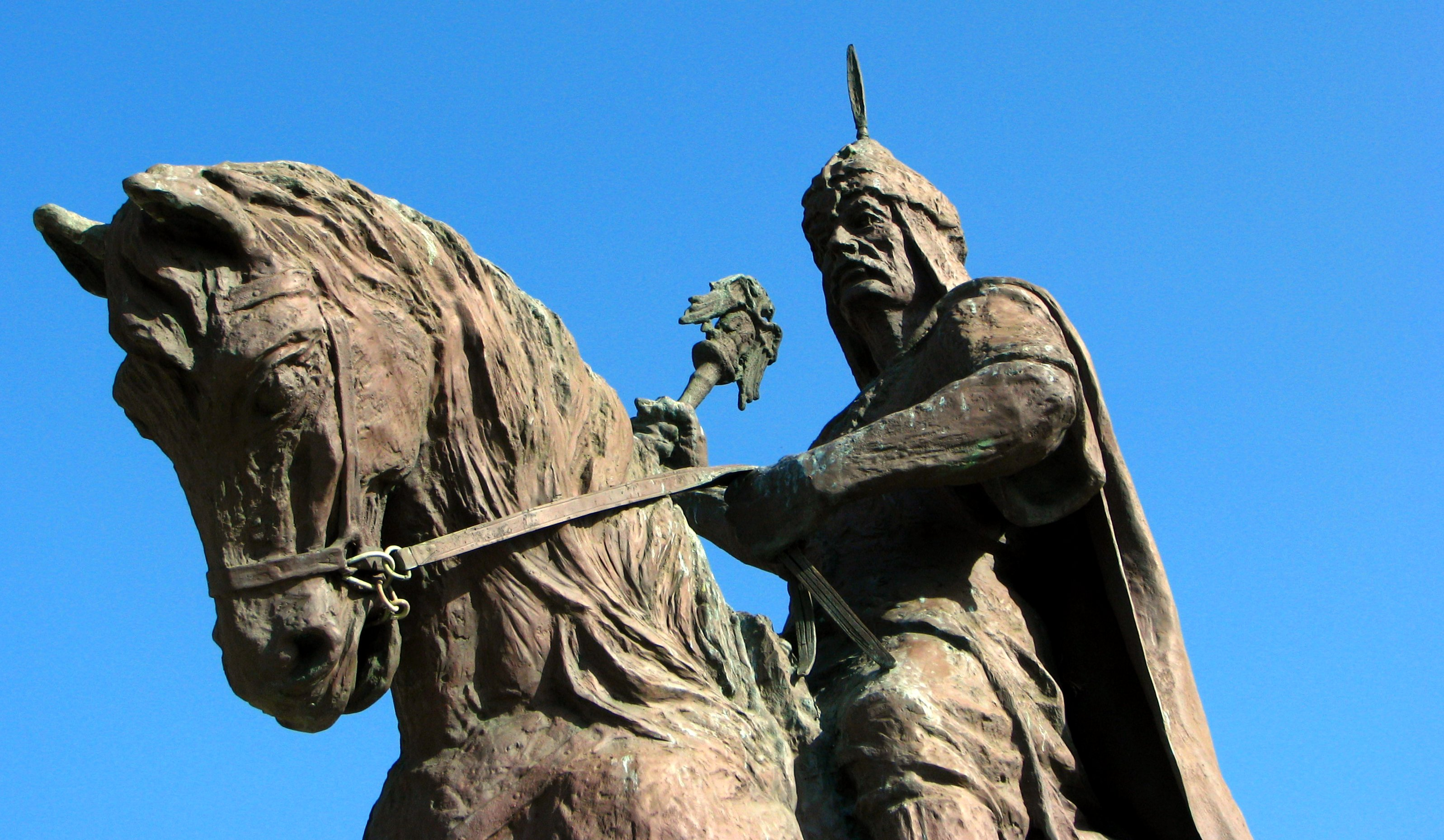
Пам'ятник Кей-Кубаду І в Аланьї

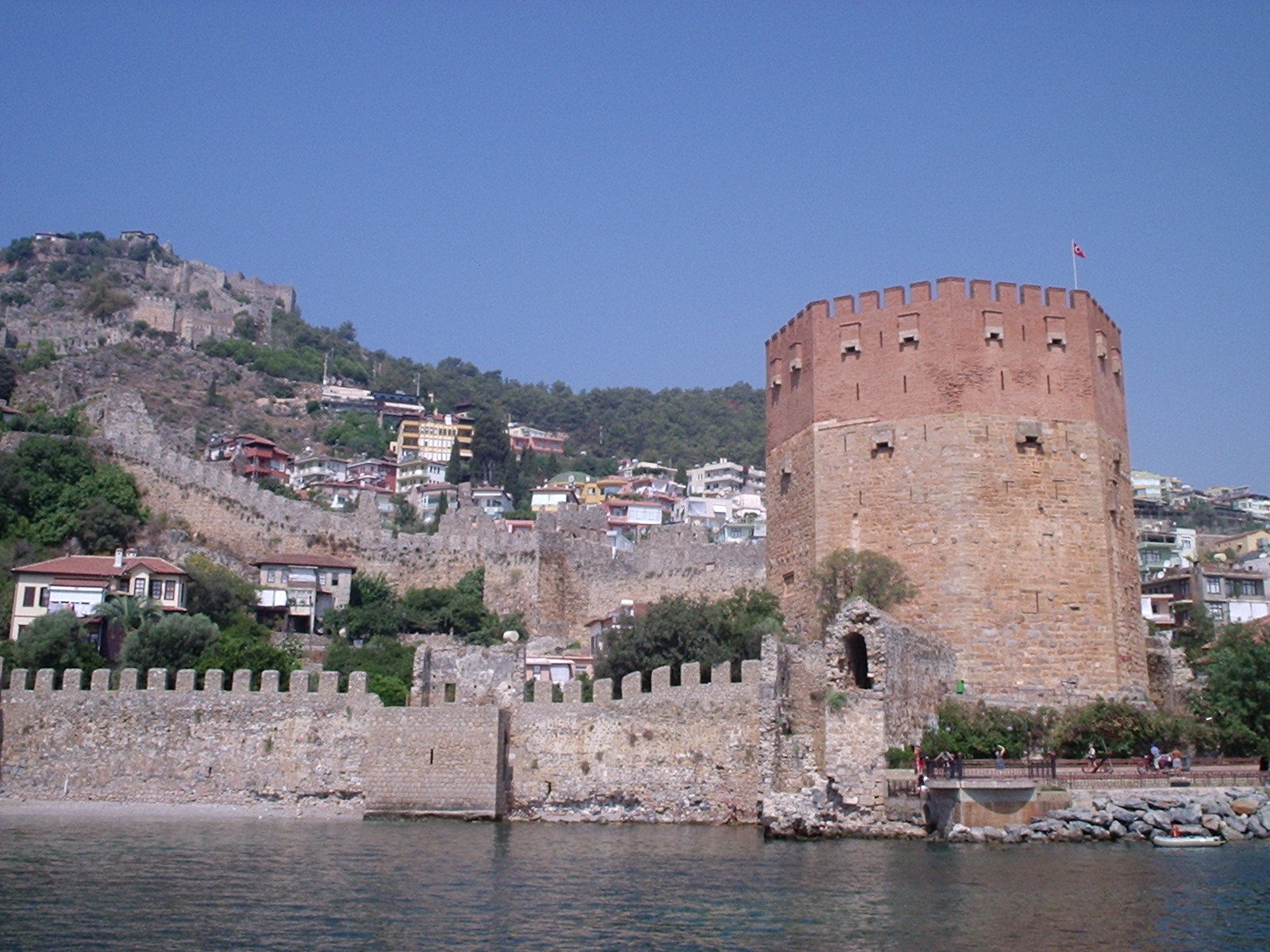
Кизил Куле (Червона вежа) в Аланії, побудована за наказом султана Ала ад-Діна Кей-Кубада

Ала-ад-дін Кей-Кубад I (перс. علا الدين كيقباد بن كيكاوس  'Alā al-Dīn Kayqubād bin Kaykā'ūs; тур. I. Alâeddin Keykubad; †1236) — султан з 1219 року держави сельджуків у Малій Азії. За його правління Конійський султанат досяг найбільшої політичної могутності. 1222 року Кей-Кубад I здійснив похід в Крим. 1220 року уклав з Венецією договір, який надавав венеційським купцям значні пільги. За правління цього султана розвивалися наука, культура та мистецтва, сельджуцька архітектура. В Коньї, Кайсері та інших містах збереглися руїни палаців, фортець та караван-сараїв збудованих за часів Ала-ад-діна Кей-Кубада I.